# Juho Autio
Juho Autio, född 2 december 1990, är en finländsk sportskytt.

## Karriär
Vid EM 2024 i Osijek tog Autio brons i lagtävlingen i 300 meter gevär 3 ställningar tillsammans med Sebastian Långström och Riku Koskela. Individuellt slutade han på 13:e plats i samma gren.